# جنبش پذیرش چاقی

دو پیکره در محوطهٔ موزهٔ هنر-سوئد

جنبش پذیرش چاقی (انگلیسی: Fat acceptance movement) که با نام‌هایی مانند پذیرش سایز، برابری طلبی چاقی و چاق گرایی نیز شناخته می‌شود، یک جنبش اجتماعی است که به دنبال کم کردن گرایش ضد چاقی در نگرش مردم جامعه است. این جنبش از دههٔ ۶۰ میلادی آغاز شد و هدفش مبارزه برای بدست آوردن حقوق اجتماعی و قانونی متساوی با دیگر افراد جامعه برای اشخاص چاق بود.

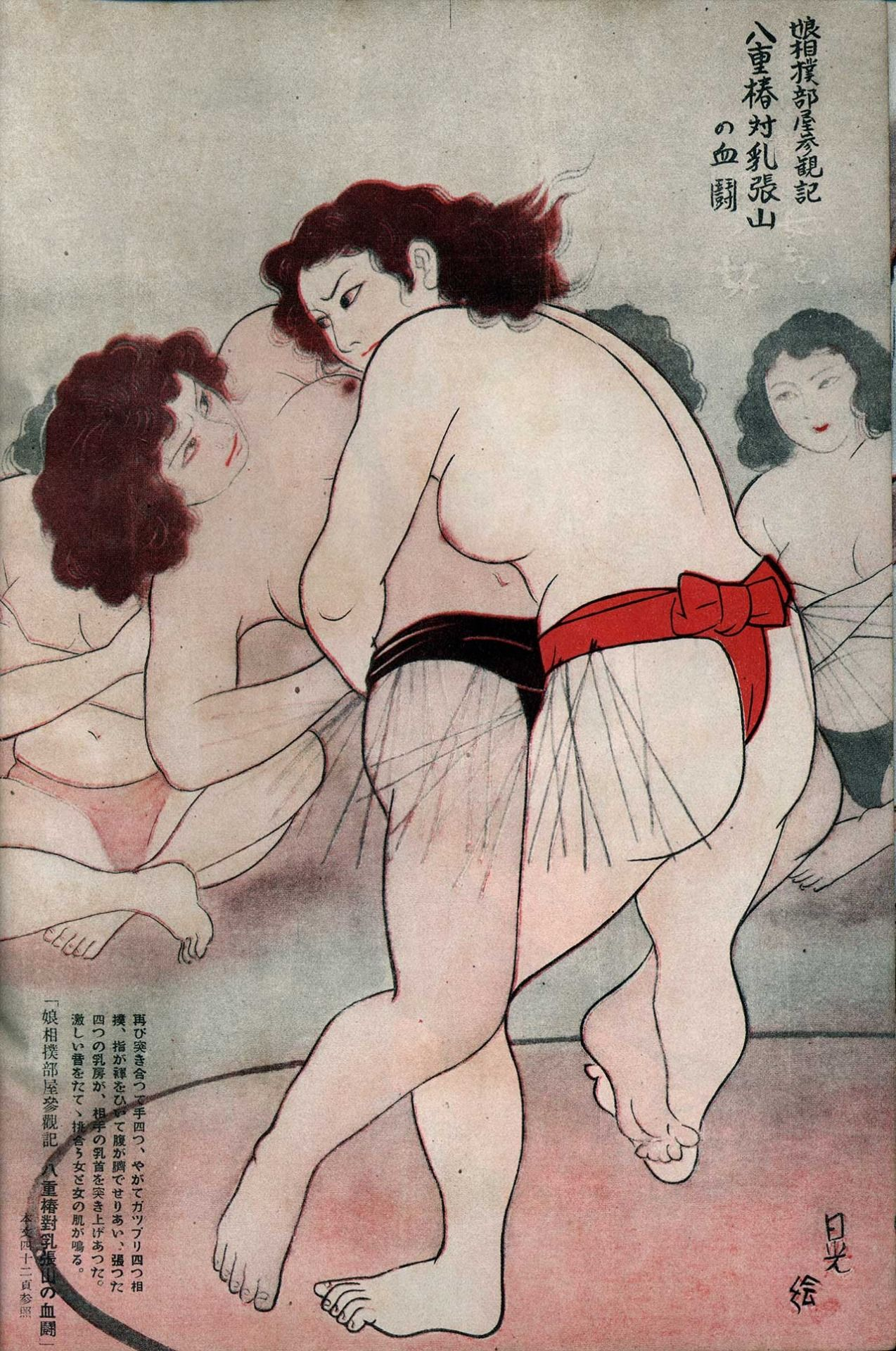
سومو زنان

## موضوعات کمپین‌ها
بحث جنبش قبول چاقی این است که افراد چاق در جامعه بیشتر مورد تنفر و تبعیض قرار می‌گیرند و به‌طور مشخصتر زنان چاق بیشتر از مردان چاق در زیر بار فشار اجتماعی هستند. این جنبش بیان می‌دارد که در قوانین اجتماعی و به صورت معمول ترس از چاقی در بین این رفتارها وجود دارد. به خصوص در رسانه‌های بزرگ که افراد چاق بیشتر مورد تمسخر و تاسف قرار می‌گیرند. این تبعیضات موجب کمبود دسترسی به خدمات شهروندی (مثل نبود لباس سایز بزرگ) و حتی شغلی می‌شود. اعضای این جنبش نگرش‌های منفی اجتماعی را به عنوان چیزی مداوم و بر اساس این فرضیه که چاقی در شخصیت افراد تأثیر بدی می‌گذارد، درک کرده‌اند. حال فعالان جنبش چاقی در تلاش برای تغییر نگرش‌های اجتماعی، فردی و درمانی نسبت به افراد چاق هستند. تلاش بیشتر سازمان‌های قبول چاقی معطوف به آموزش‌های جمعی در مورد افسانه‌های مربوط افراد چاق است.

### تبعیضات
افراد چاق در طول زندگی خود تبعیضات بسیار زیادی رو بخاطر وزن خود متحمل می‌شوند. حال این تبعیضات مربوط به حوزهٔ سلامت، یافتن شغل، آموزش، روابط فردی و بین فردی و در رسانه‌ها است. این تبعیضات فرد را از هردو جنبهٔ سلامت فیزیکی و روحی و روانی تحت تأثیر قرار می‌دهد.

### سلامت
فعالان این حوزه بر این باورند که روندهای ضد چاقی و رژیم‌های خشن باعث بروز مشکلات عدیدهٔ روحی و فیزیکی بین افراد چاق شده‌است. همچنین طبق تحقیقات نشان داده شده که فرهنگ‌های نوین که تأکید بسیاری برای کاهش وزن دارند پایه ای بر اساس تحقیقات علمی ندارند اما ب به نظر می‌رسد که از علم به عنوان وسیله ای برای کنترل انحراف افرادی که در تلاش برای کنار آمدن با این وضعیت به اصطلاح ناخوشایند هستند استفاده می‌کنند.
منتقدان رژیم از بیشترین میزان شکست از تلاش‌های مداوم برای کاهش وزن، خطر نوسانات وزن و جراحی‌های کم کردن وزن می‌گویند. آن‌ها معتقدند که موضوعات مربوط به حوزهٔ سلامت در مورد چاقی و افراد چاق بیش از حد بزرگنمایی شده یا نادرست است؛ و همچنین از موضوع سلامتی به عنوان پوششی برای تعصبات فرهنگی و زیبایی‌شناسی استفاده می‌شود.
طرفداران جنبش چاقی حامی اینکه همهٔ افراد در هر سایز و شکلی می‌توانند برای تناسب اندام و سلامت جسمی تلاش کنند هستند و معتقدند سلامتی موضوعی مجزا از وزن افراد است.
باتوجه به این رویکرد روانشناسانی که از روش‌های درمانی برای افراد چاق ناراضی بودند جنبش سلامتی در هر سایزی (Health at Every Size) را به راه انداختند.
این جنبش نیز به نوبهٔ خود شامل پنج هدف زیر می‌باشد:
1. افزایش سلامتی
2. سایز و قبول خود
3. لذت خود غذا خوردن (غذای خوب خوردن)
4. لذت در حرکت بودند
5. پایان دادن به تعصبات وزنی

## نقد
جنبش پذیرش چاقی از جنبه‌های متعدد مورد انتقاد قرار گرفته‌است. در درجه اول بر سر پزشکی شدن چاقی و متخصصان سلامت که از مدافعان پذیرش چاقی به خاطر نادیده گرفتن مسایل سلامتی که مطالعات بسیاری آن را مرتبط با چاقی نشان داده‌اند، نزاعی در میان بوده‌است. پذیرش چاقی از نقطه نظر اخلاقی هم به چالش گرفته شده و به خاطر بیرون بودن از جریان اصلی از آن انتقاد شده‌است.

### انتقاد پزشکی
از جنبش پذیرش چاقی به این خاطر که به بحث بر سر سلامت انسان ارزشی اضافه نمی‌کند انتقاد شده‌است، و برخی منتقدان این جنبش را به «ترویج یک شیوه زندگی که می‌تواند تبعات سلامتی وخیمی داشته باشد» متهم کرده‌اند. در سال ۲۰۱۸, دانشگاه انجلیای شرقی گزارشی منتشر کرد که می‌گوید پذیرش چاقی و مثبت‌نگری به بدن «عادی سازی سایز پلاس» دارد به درک و دریافت مردم از چاقی آسیب می‌زند، و باعث می‌شود افراد دارای اضافه وزن و بیش از حد چاق کمتر به دنبال توجه پزشکی در موقع لزوم بیفتند، و ابتکارهای حکومتی به منظور فائق آمدن بر این مشکل را تضعیف می‌کند.
در پاسخ، مدافعان پذیرش چاقی می‌گویند که چاقی به خودی خود از مشکلات سلامتی نیست و این که روش‌های درازمدت کاهش وزن در اکثر موارد ناموفق هستند. به هر روی شواهد قابل ملاحظه ای وجود دارد که اضافه وزن داشتن با احتمال بالاتر مرگ مرتبط است و کاهش وزن قابل توجه (بالای ۱۰٪) با استفاده از انواع مختلف رژیم غذایی نشانگان‌های سوخت و سازی و دیگر عواقب مرتبط با اضافه وزن و چاقی مفرط را بهبود می‌دهد یا برعکس می‌کند
آهنگ سوخت و ساز هنگام استراحت در بین افراد تفاوت اندکی دارد، زین رو، از دست دادن و اضافه کردن وزن را می‌توان مستقیماً به رژیم و فعالیت (بدنی) نسبت داد. به این ترتیب شواهد اندکی برای پشتیبانی از این دیدگاه که برخی افراد دارای چاقی مفرط کم می‌خورند ولی به خاطر سوخت و ساز کند وزن شان زیاد می‌شود وجود دارد؛ به‌طور میانگین، افراد چاق از آنجا که انرژی مورد نیاز برای بدنی با حجم بزرگتر بیشتر است، مصرف انرژی بیشتری دارند.